# Brożec (Basse-Silésie)
Pour les articles homonymes, voir Brożec.
Brożec est une localité polonaise de la gmina et du powiat de Strzelin en voïvodie de Basse-Silésie.